# Landdrostambt van Zutphen
Het Landdrostambt van Zutphen, een bestuurlijk gebied in de huidige provincie Gelderland, was een schoutambt binnen het graafschap Zutphen.

## Geschiedenis

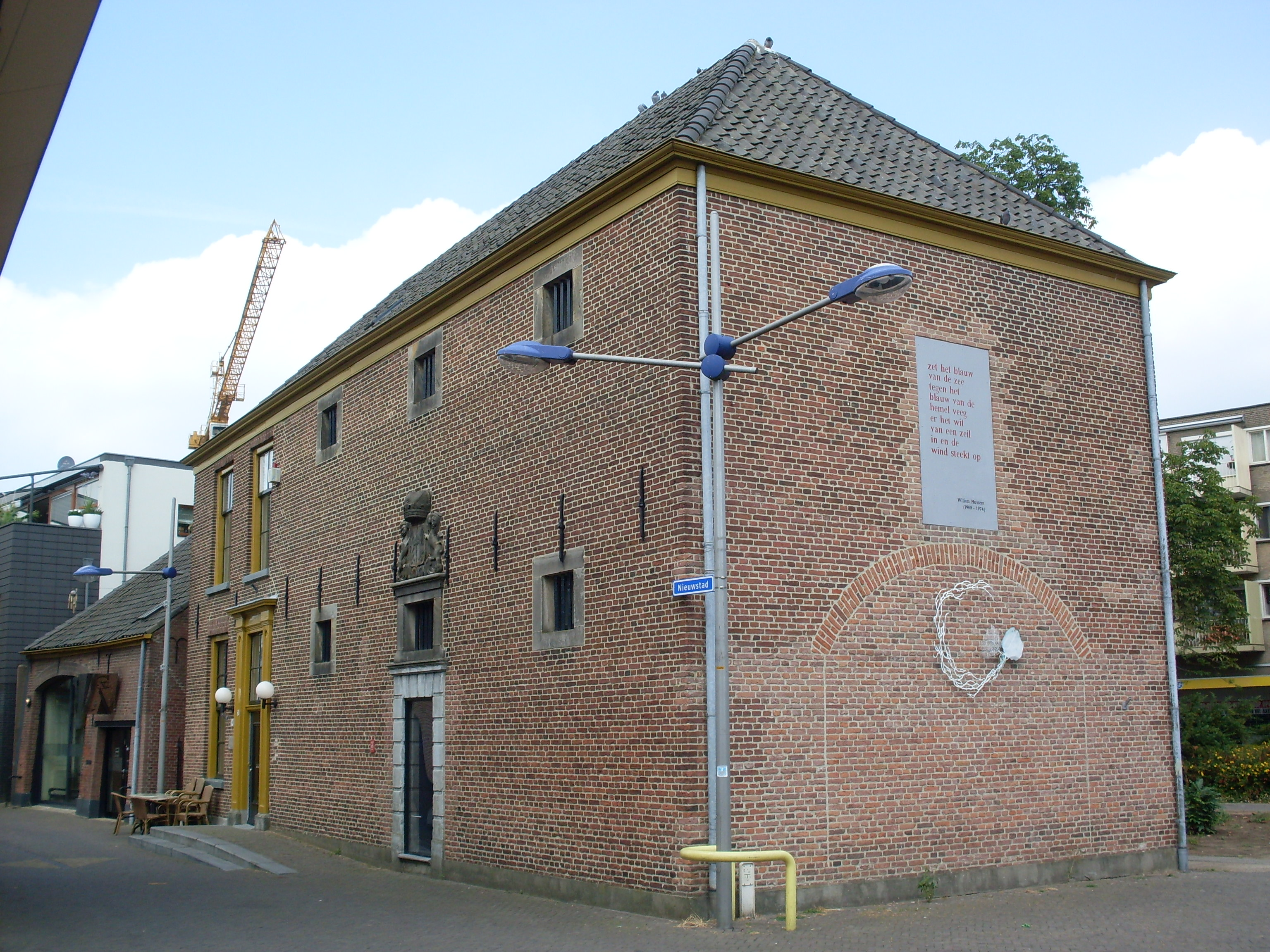
Gevangenis van het Landdrostambt Zutphen in Doetinchem

Het hoge landdrostgericht bestond uit één gerichtsbank: de bank van Doetinchem met de richterambten: Ruurlo, Hengelo, Zelhem, Hummelo en het Ambt Doetinchem. De rechtspraak in de gerichtsbank werd door de landdrost (of stadhouder) uitgevoerd samen met twee schepenrichters of keurnoten, daarnaast was er een advocaat-fiscaal en een landschrijver. Zij behandelden gewone "herenzaken" (civiele zaken). Zittingen werden in Doetinchem gehouden, in latere tijden ook vaak te Zutphen. Tussen 1795 en 1796 werden er geen zittingen gehouden. De berechting in criminele zaken werd door Hof van Gelre en Zutphen uitgesproken, slechts het voorzonderzoek was opgedragen aan de landdrost of zijn plaatsvervanger. Tussen 1595/1676 kon men bij het appellationsgericht van het Graafschap Zutphen in beroep gaan. De bannerheer van Bergh, die voor zijn gebied een eigen appel-instantie had, aanvaardde dit gericht overigens nooit.

### Naamsverwarring
Het landdrostambt omvatte oorspronkelijk het hele gebied van Zutphen, inclusief de latere scholtambten van Doesburg en Lochem, het scholtambt van Lochem maakte nog halverwege de 16e eeuw deel uit van Zutphen. De naam is gebleven, hoewel het gebied beter Landdrostambt Doetinchem had kunnen heten. Voor Zutphen zelf bestond voor het gebied rondom de stad het scholtambt van Zutphen dat weer onder apart bestuur stond.